# تل زیور
تل زیور (قصر درب زر) مربوط به دوره ساسانیان - دوران‌های تاریخی پس از اسلام است و در شهرستان خرم بید، جاده خرمی به انارک واقع شده و این اثر در تاریخ ۲۵ اسفند ۱۳۷۹ با شمارهٔ ثبت ۳۴۳۳ به‌عنوان یکی از آثار ملی ایران به ثبت رسیده است.